# Prignitzexpressen

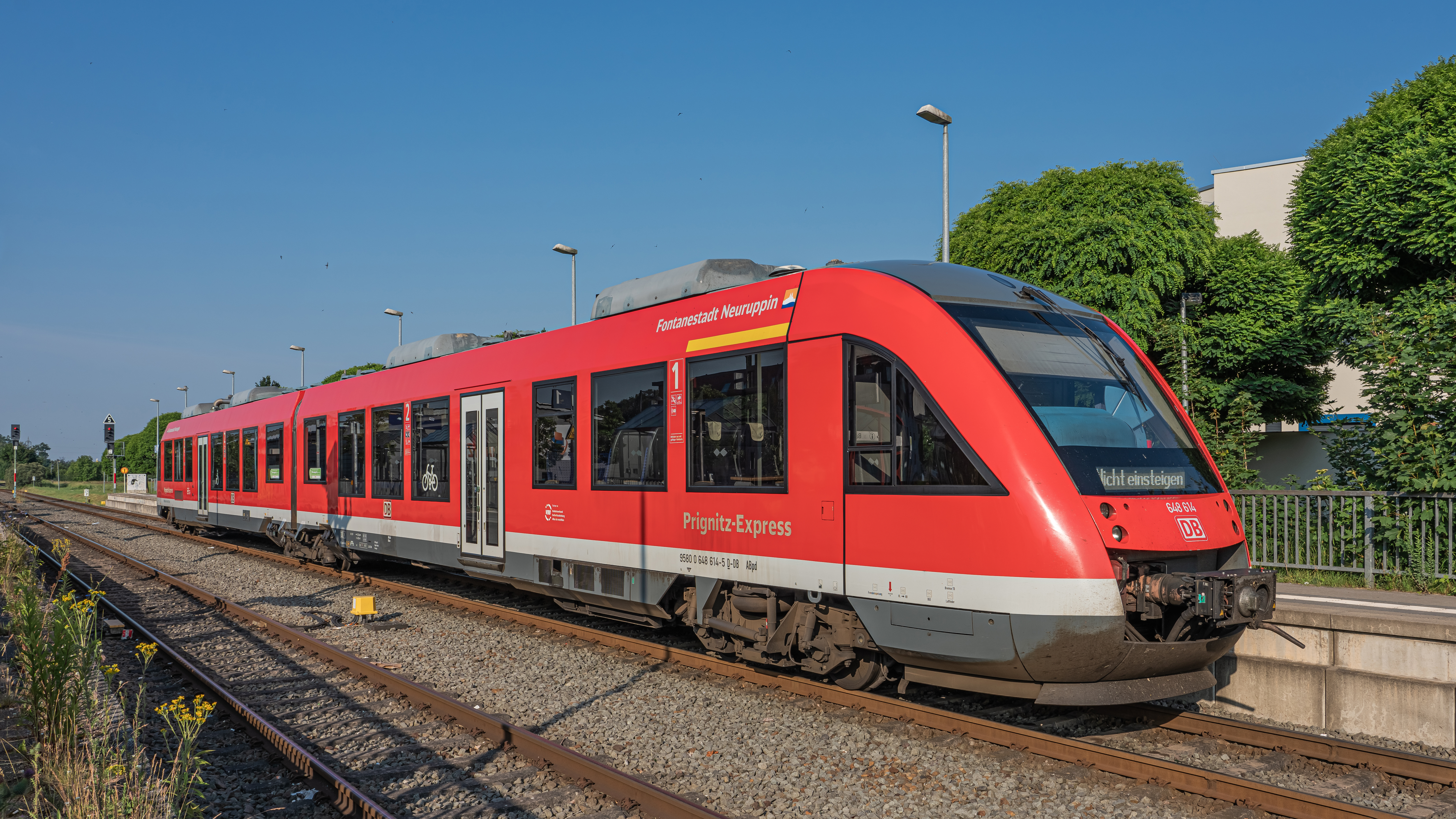
Prignitzexpressen vid stationen Neuruppin-West

Prignitzexpressen (tyska: Prignitz-Express) är beteckningen på den tyska regionaltågslinjen RE 6 i Berlin-Brandenburgregionen. Den är uppkallad efter det historiska landskapet Prignitz nordväst om Berlin. Linjen sammanbinder Berlin med Wittenberge i Landkreis Prignitz och är 139 km lång, varav större delen är enkelspårig och ej elektrifierad. Ursprungligen byggdes sträckan i olika etapper omkring 1880-talet. Sedan 1995 är järnvägssträckan under upprustning, med målet att skapa en snabbare förbindelse direkt från centrala Berlin, och stora delar av spåret har sedan dess byggts om till en maxhastighet av 120 km/h. En framtida ombyggnad planeras för att dra linjen över det nuvarande pendeltågsspåret mellan Hennigsdorf och Gesundbrunnen, istället för omvägen över Berlin-Spandau.
Sträckan som trafikeras går från Gesundbrunnen i Berlin västerut till Spandau, nordost mot Hennigsdorf, vidare norrut över Velten, Kremmen och Neuruppin till Wittstock, där den viker av västerut till Pritzwalk, Perleberg och ändstationen Wittenberge.